# USS Stevens (DD-479)
USS Stevens (DD-479) – amerykański niszczyciel typu Fletcher, służący w United States Navy w czasie II wojny światowej.
"Stevens" był drugim okrętem Marynarki noszącym nazwę upamiętniającą Kontradmirała Thomasa H. Stevensa (1819–1896) oraz jego ojca Kapitana Thomasa Holdupa Stevensa (1795–1841).
Stępkę okrętu położono 30 grudnia 1941 w stoczni Charleston Navy Yard w Charleston w Karolinie Południowej. Zwodowano go 24 czerwca 1942; matkami chrzestnymi okrętu były panie Roland Curtin i Frederick Stevens Hicks. Okręt oddano do służby 1 lutego 1943 r. w Charleston, z komandorem Frankiem H. Ball'em jako dowódcą.